# La forza della vita (album)
La forza della vita è il secondo album in studio di Paolo Vallesi, pubblicato nel 1992.

## Descrizione
Il disco contiene l'omonimo brano La forza della vita, con il quale Vallesi si aggiudicò il terzo posto al Festival di Sanremo 1992 e che è considerata la hit più conosciuta dell'artista toscano, che gli permise di superare il successo ottenuto con il brano Le persone inutili, vincitore della sezione Novità nell'edizione precedente dello stesso festival.
Dall'album venne estratto il singolo Sempre, che ottenne un ottimo successo radiofonico e divenne una hit dell'estate 1992.
Le vendite del disco superarono le 500 000 copie e Vallesi ottenne il primo disco di platino. Oltre che in Italia, La forza della vita venne pubblicato anche nei Paesi Bassi, Germania, Francia e Scandinavia, e ne fu realizzata anche la versione in lingua spagnola, intitolata La fuerza de la vida, destinata al mercato di Spagna e Sudamerica.

## Tracce
La forza della vita
1. Intro – 0:34
2. Sempre – 4:12 (testo: Beppe Dati – musica: Paolo Vallesi, Alessandro Baldinotti)
3. La forza della vita – 4:37 (testo: Beppe Dati – musica: Paolo Vallesi)
4. Tutti quelli che si perdono – 3:56 (testo: Beppe Dati – musica: Paolo Vallesi)
5. Ridere di te – 4:22 (testo: Beppe Dati – musica: Paolo Vallesi)
6. A spasso con Tobi – 3:26 (testo: Beppe Dati – musica: Leonardo Abbate, Eric Buffat, Paolo Vallesi)
7. Cuori lontani – 4:15 (testo: Beppe Dati – musica: Paolo Vallesi)
8. Aiutami – 5:25 (testo: Beppe Dati – musica: Paolo Vallesi)
9. Di più – 4:13 (testo: Beppe Dati – musica: Paolo Vallesi)
10. Fa che sia amore – 4:57 (Paolo Vallesi)

La fuerza de la vida (album in spagnolo)
1. Intro – 0:34
2. Siempre – 4:12 (testo: Beppe Dati - adatt spagnolo: Ignacio Ballesteros – musica: Paolo Vallesi, Alessandro Baldinotti)
3. La fuerza de la vida – 4:37 (testo: Beppe Dati – musica: Paolo Vallesi)
4. Todos esos que se perderán – 3:56 (testo: Beppe Dati - adatt spagnolo: Ignacio Ballesteros – musica: Paolo Vallesi)
5. Reírse de ti – 4:22 (testo: Beppe Dati - adatt spagnolo: Ignacio Ballesteros – musica: Paolo Vallesi)
6. A spasso con Tobi – 3:26 (testo: Beppe Dati – musica: Leonardo Abbate, Eric Buffat, Paolo Vallesi)
7. Dos corazones – 4:15 (testo: Beppe Dati - adatt spagnolo: Ignacio Ballesteros – musica: Paolo Vallesi)
8. Ayúdame – 5:25 (testo: Beppe Dati - adatt spagnolo: Ignacio Ballesteros – musica: Paolo Vallesi)
9. De ti – 4:13 (testo: Beppe Dati - adatt spagnolo: Ignacio Ballesteros – musica: Paolo Vallesi)
10. Haz que sea amor – 4:57 (Paolo Vallesi - adatt spagnolo: Ignacio Ballesteros)

## Formazione
- Paolo Vallesi – voce, tastiera, pianoforte
- Riccardo Galardini – chitarra acustica, mandolino, chitarra a 6 corde, chitarra a 12 corde
- Stefano Allegra – basso
- Sergio Boni – fisarmonica (in "Di più")
- Giacomo Castellano – chitarra elettrica
- Eric Buffat – programmazione, cori
- Cesare Chiodo – basso (in "Ridere di te" e "A spasso con Tobi")
- Massimo Pacciani – batteria, percussioni, darabuka
- Gianni Salvatori – chitarra elettrica addizionale (in "Cuori lontani"), cori
- Stefano Cantini – sassofono contralto, sassofono soprano, sassofono tenore
- Leonardo Abbate, Giulia Fasolino, Danilo Amerio, Dado Parisini, Betty Maineri – cori

## Classifiche

### Classifiche settimanali
| Classifica (1992) | Posizione massima |
| ----------------- | ----------------- |
| Europa            | 35                |
| Italia            | 1                 |